# Dirka
Dirka je tekmovanje hitrosti. Tekmovalci poskušajo opraviti vnaprej znano nalogo v najkrajšem možnem času. To tipično vsebuje premagovanje določene razdalje, toda lahko je tudi drugačna naloga povezana s hitrostjo.
Dolžina razdalje dirke je lahko poljubna in izvedena na poljuben način, ki ga predpisujejo pravila. Tek na določeno razdaljo je najosnovnejša oblika dirke, pogosto pa poteka dirkanje z vozili, na primer čolni ali dirkalniki, ali z živalmi, na primer konji.
Dirka lahko poteka neprekinjeno od štarta do cilja ali pa je razdeljena na posamezne krajše preizkušnje oziroma etape. Etape potekajo na krajših odsekih in so del daljše dirke.
Zgodnje omembe dirk so prikazanje na starogrških lončenih posodah in prikazujejo moške na tekaški preizkušnji. Konjske dirke so opisane v Homerjevi Iliadi.